# 1956 v športu
1956 v športu. 
Olimpijsko leto. Poletne OI so se odvijale v Melbourneju, Avstralija, zimske OI pa v Cortini d'Ampezzo, Italija. 

## Avto - moto šport
- Formula 1: Juan Manuel Fangio, Argentina, za Ferrari, je slavil z dvema zmagama in 30 točkami
- 500 milj Indianapolisa: slavil je Pat Flaherty, ZDA, z bolidom Watson/Offenhauser, za moštvo John Zink[1]

## Kolesarstvo
- Tour de France 1956: Roger Walkowiak, Francija
- Giro d'Italia: Charly Gaul, Luksemburg

## Košarka
- NBA: Philadelphia Warriors slavijo s 4 proti 1 v zmagah nad Fort Wayne Pistons[2]
- Olimpijske igre, moški - ZDA so osvojile zlato pred srebrno Sovjetsko Zvezo, bron je šel v Urugvaj[3]

## Nogomet
- Pokal državnih prvakov: Real Madrid je slavil s 4-3 nad Reimsom in s tem postane prvi zmagovalec saj je tekmovanje organizirano prvič[4]

## Smučanje
- Alpsko smučanje: 
  - Alpsko smučanje na Zimskih olimpijskih igrah - Cortina d'Ampezzo 1956: 
    - Moški:
    - Slalom: Toni Sailer, Avstrija
    - Veleslalom: Toni Sailer, Avstrija
    - Smuk: Toni Sailer, Avstrija
    - Ženske:
    - Slalom: Renée Colliard, Švica
    - Veleslalom: Ossi Reichert, Zahodna Nemčija
    - Smuk: Madeleine Berthod, Švica

- Nordijsko smučanje: 
  - Smučarski skoki na Zimskih olimpijskih igrah - Cortina d'Ampezzo 1956: 
    - zlato je osvojil Antti Hyvärinen, Finska, srebro Aulis Kallakorpi, Finska, bron pa Harry Glaß, Zahodna Nemčija

## Tenis
- Moški: 
  - Odprto prvenstvo Avstralije: Lew Hoad, Avstralija [5]
  - Odprto prvenstvo Anglije - Wimbledon: Lew Hoad, Avstralija[6]
- Ženske: 
  - Odprto prvenstvo Avstralije: Mary Carter Reitano, Avstralija[7]
  - Odprto prvenstvo Anglije - Wimbledon: Shirley Fry Irvin, ZDA[8]
- Davisov pokal: Avstralija slavi s 5-0 nad ZDA[9]

## Hokej na ledu
- NHL - Stanleyjev pokal: Montreal Canadiens slavijo s 4 proti 1 v zmagah nad Detroit Red Wings
- Olimpijske igre: 1. Sovjetska zveza, 2. ZDA, 3. Kanada

## Rojstva
- 25. januar: Johnny Cecotto, venezuelski dirkač Formule 1 in motociklističnega prvenstva
- 18. marec: Ingemar Stenmark, švedski alpski smučar
- 19. marec: Chris O'Neil, avstralska tenisačica
- 11. april: Lars Molin, švedski hokejist
- 6. junij: Björn Borg, švedski tenisač
- 11. julij: Jörgen Pettersson, švedski hokejist
- 28. junij: Per Bergerud, norveški smučarski skakalec
- 20. julij: Mima Jaušovec, slovenska tenisačica
- 22. julij: Patricia Emonet-Blanc, francoska alpska smučarka
- 29. julij: Evelyne Dirren, švicarska alpska smučarka
- 1. avgust: Becky Dorsey, ameriška alpska smučarka
- 10. avgust: Dianne Lee Fromholtz Balestrat, avstralska tenisačica
- 30. avgust: Bernadette Zurbriggen, švicarska alpska smučarka
- 2. september: Zlatan Arnautović, jugoslovanski (srbski) rokometaš
- 18. september: Peter Šťastný, slovaški hokejist
- 21. september: Pamela Behr-Knauth, nemška alpska smučarka
- 23. september: Paolo Rossi, italijanski nogometaš
- 30. september: Frank Arnesen, danski nogometaš in trener
- 4. oktober: Hans van Breukelen, nizozemski nogometni vratar
- 18. oktober: Martina Navratilova, češko-ameriška teniška igralka
- 23. oktober: Betsy Nagelsen McCormack, ameriška tenisačica
- 7. december: Larry Bird, ameriški košarkar in trener
- 14. december: Hanni Wenzel, lihtenštajnska alpska smučarka
- 23. december: Michele Alboreto, italijanski dirkač Formule 1 († 2001)
- 24. december: Blaž Lomovšek, slovenski hokejist